# Guglielmo Tell (serie televisiva)
Guglielmo Tell (The Adventures of William Tell; anche William Tell) è una serie televisiva britannica in 39 episodi trasmessi per la prima volta nel corso di una sola stagione dal 1958 al 1959.
È una serie d'avventura ispirata alle gesta del personaggio di Guglielmo Tell.

## Personaggi e interpreti
- Guglielmo Tell (39 episodi, 1958-1959), interpretato da Conrad Phillips.
- Gessler (28 episodi, 1958-1959), interpretato da Willoughby Goddard.
- Hedda Tell (19 episodi, 1958-1959), interpretata da Jennifer Jayne.
- Walter Tell (10 episodi, 1958-1959), interpretato da Richard Rogers.
- Fertog (The Bear), interpretato da (8 episodi, 1958-1959), interpretato da Nigel Green.
- Capitano Frederick (8 episodi, 1958-1959), interpretato da Derren Nesbitt.
- Capitano Hofmanstahl (6 episodi, 1958-1959), interpretato da Peter Hammond.
- Capitano Ferdinand (4 episodi, 1958-1959), interpretato da Jack Watling.
- Colonnello Bullinger (4 episodi, 1958-1959), interpretato da Bruce Seton.

## Produzione
La serie fu prodotta da Incorporated Television Company e National Telefilm Associates e girata nei National Studios a Borehamwood in Inghilterra e a Snowdonia nel Galles. Le musiche furono composte da Albert Elms e Sydney John Kay. Il tema musicale William Tell fu scritto da Harold Purcell e cantato da David Whitfield.

### Registi
Tra i registi sono accreditati:
- Peter Maxwell in 17 episodi (1958-1959)
- Terry Bishop in 6 episodi (1958-1959)
- Quentin Lawrence in 6 episodi (1958-1959)
- Ernest Morris in 6 episodi (1958-1959)
- Anthony Squire in 2 episodi (1959)
- Ralph Smart in un episodio (1958)

### Sceneggiatori
Tra gli sceneggiatori sono accreditati:
- Friedrich Schiller in 39 episodi (1958-1959)
- Doreen Montgomery in 12 episodi (1958-1959)
- Ralph Smart in 12 episodi (1958-1959)
- John Kruse in 6 episodi (1958-1959)
- Lindsay Galloway in 5 episodi (1958-1959)
- Leslie Arliss in 4 episodi (1958-1959)
- Max Savage in 4 episodi (1959)
- Michael Connor in 3 episodi (1958-1959)
- Rene Wilde in 3 episodi (1958-1959)
- Roger Marshall in 3 episodi (1959)
- Arnold Abbott in 2 episodi (1959)
- Paul Cristie in 2 episodi (1959)

## Distribuzione
La serie fu trasmessa nel Regno Unito dal 15 settembre 1958 al 15 giugno 1959 sulla rete televisiva Independent Television. In Italia è stata trasmessa con il titolo Guglielmo Tell.
Alcune delle uscite internazionali sono state:
- nel Regno Unito il 15 settembre 1958 (The Adventures of William Tell o William Tell)
- in Francia il 30 giugno 1962
- in Finlandia (Wilhelm Tell)
- in Italia (Guglielmo Tell)

## Episodi
| Stagione       | Episodi | Prima TV Regno Unito |
| -------------- | ------- | -------------------- |
| Prima stagione | 39      | 1958-1959            |